# Похищение (филм)
„Похищение“ (на полски: Porwanie) е полско-български (детски, приключенски, детективски) игрален филм от 1985 година на режисьора Станислав Йедрика, сценаристи на филма са Станислав Йедрика, Йежи Яницки и Васил Станилов, по мотиви от новелата на Васила Станилова. Оператор е Йежи Ставицки. Музиката във филма е на Анджей Кожински.
Други имена на филма са Последният рейс на „Надежда“, Спасението на „Надеждичка“.
Филмът е сниман в Несебър.

## Актьорски състав
| Изпълнител                           | Роля                                                 |
| ------------------------------------ | ---------------------------------------------------- |
| Джоко Росич                          | капитан Митко Ангелов                                |
| Цветана Манева                       | майката на Цветанка                                  |
| Коста Цонев                          | капитан Николов бащата на Пламен                     |
| Досьо Досев                          | капитан Стоянов капитан на буксира „Сириус“          |
| Януш Буковски                        | Жулински бащата на Юрек                              |
| Петър Чернев                         | тайнственият мъж контрабандист                       |
| Вельо Горанов                        | Роже френския цирков артист                          |
| Фагир Фатия                          | кубинката Монсонила майката на Пламен                |
| Пейчо Драгоев                        | Арам болният арменец в болницата                     |
| Георги Кишкилов                      | председател на капитанската колегия                  |
| Стефан Чолаков                       |                                                      |
| Митко Карагьозов                     |                                                      |
| Емил Марков                          | Мишка рулевият                                       |
| Красимира Иванова                    | Франсоаз малката циркаджийка и дъщеря на Роже (дете) |
| Даниел Атанасов                      | Васил (дете)                                         |
| Михаил Дончев                        | Тодор (дете)                                         |
| Магдалена Кънчева                    | Цветанка (дете)                                      |
| Елтимир Денев                        | Лъчко (дете)                                         |
| Томаш Елзнер                         | Юрек Жулински младият полски яхстмен (дете)          |
| Искандер Турнаре                     | Пламен (дете)                                        |
| Тодор Тодоров (неуказан в надписите) | един от капитаните в капитанската колегия            |
| Георги Попов (неуказан в надписите)  | майсторът, поправящ лодките                          |
| Анахид Тачева (неуказан в надписите) | говорителката от телевизора                          |